# Parafia św. Brata Alberta Chmielowskiego w Bratianie
Parafia świętego Brata Alberta Chmielowskiego w Bratianie – parafia rzymskokatolicka, znajdująca się w diecezji toruńskiej, w dekanacie Nowe Miasto Lubawskie. 